# Adam Morewood
Adam Morewood (2002) es un deportista británico que compite en ciclismo en la modalidad de trials. Ganó una medalla de bronce en el Campeonato Mundial de Ciclismo Urbano de 2023, en la prueba por equipo.

## Palmarés internacional
| Campeonato Mundial | Campeonato Mundial     | Campeonato Mundial | Campeonato Mundial |
| Año                | Lugar                  | Medalla            | Competición        |
| ------------------ | ---------------------- | ------------------ | ------------------ |
| 2023               | Glasgow ( Reino Unido) | Medalla de bronce  | Equipo mixto       |